# Loughton
För andra betydelser, se Loughton (olika betydelser).
Loughton är en stad och en civil parish i Epping Forest i Essex i England. Staden har 30 340 invånare (2001). Orten nämndes i Domedagsboken (Domesday Book) år 1086, och kallades då Lochetuna / -intuna.